# 日本の動物に関する資格一覧
日本の動物に関する資格一覧（にほんのどうぶつにかんするしかくいちらん）は、日本国内で実施されている、動物に関する資格試験の名称を一覧としたものである。

## 国家資格
- 【獣医師法】
  - 獣医師
- 【愛玩動物看護師法】
  - 愛玩動物看護師
- 【動物の愛護及び管理に関する法律】
  - 動物愛護推進員
- 【狂犬病予防法】 
  - 狂犬病予防員
- 【鳥獣の保護及び狩猟の適正化に関する法律】
  - 狩猟免許
- 【と畜場法】
  - と畜検査員
- 【家畜伝染病予防法、家畜改良増殖法】
  - 種畜検査員
  - 家畜人工授精師
  - 家畜防疫員
- 【家畜商法】
  - 家畜商
- 【食鳥処理の事業の規制及び食鳥検査に関する法律】 
  - 食鳥処理衛生管理者
- 【競馬法】
  - 騎手
  - 調教師
  - 厩務員

## 民間資格
- 家庭犬しつけインストラクター（日本動物病院協会）
- 動物看護士（日本キャリア教育技能検定協会）
- 動物看護師（動物看護師統一認定機構）
- 動物健康管理士（日本ペット技能検定協会）
- 動物介護士（日本ペット技能検定協会）
- 小動物健康管理士（ペット・サービスグループ）
- 愛玩動物飼養管理士（日本愛玩動物協会）
- 愛玩動物救命士（全日本動物専門教育協会）
- 家庭動物販売士（全国ペット協会）
- 日本ペット技能検定協会認定トリマー（日本ペット技能検定協会）
- 家庭犬トレーナー（日本ペット技能検定協会）
- ペット販売士（日本ペット技能検定協会）
- ペット繁殖指導員（日本ペット技能検定協会）
- ペット飼育アドバイザー（日本ペット技能検定協会）
- ペットビジネスコンサルタント（日本ペット技能検定協会）
- ペット繁殖指導員（日本ペット技能検定協会）
- ペット栄養管理士（日本ペット栄養学会）
- ペットエステティシャン（ペットエステ国際協会ジャパン）
- ペットロス・カウンセラー（日本ペットロス協会）
- トリマーペットスタイリスト（日本能力開発推進協会）
- アニマルセラピスト（日本アニマルセラピー協会）
- ドッグアドバイザー（日本ドッグパーク普及協会）
- ドッグシッター（日本ペット技能検定協会）
- ドッグ検定（日本ペット技能検定協会）
- ドッグヘルスアドバイザー（日本ペット技能検定協会）
- ドッグトレーニングアドバイザー（日本ペット技能検定協会）
- ドッグ・グルーミング・スペシャリスト（日本動物衛生看護師協会）
- コンパニオン・ドッグ・トレーナー（日本動物衛生看護師協会）
- 日本警察犬協会公認訓練士（日本警察犬協会）
- ジャパンケネルクラブ公認トリマー（ジャパンケネルクラブ）
- ジャパンケネルクラブ公認ハンドラー（ジャパンケネルクラブ）
- ジャパンケネルクラブ公認訓練士（ジャパンケネルクラブ）
- JSV公認訓練士（日本シェパード犬登録協会）
- AFC認定家庭犬しつけインストラクター（アニマルファンスィアーズクラブ）
- 家庭犬トレーナー（国際家庭犬トレーニング協会）
- I.C.C.グルーマー（インターナショナルキャットクラブ）
- 認定装蹄師（日本装蹄師会）
- 乗馬ライセンス（全国乗馬倶楽部振興協会）
- 生物分類技能検定（自然環境研究センター）
- 初生雛鑑別師（畜産技術協会）
- ホリスティックケア・カウンセラー（日本アニマルウェルネス協会）
- ねこ検定（ねこ検定実行委員会）
- 猫との住まいアドバイザー（日本ライフスタイル協会）
- ペットBLS検定（ペットBLSトレーニングセンター）
- 飼育技師（日本動物園水族館協会）